# 운학동 돌방무덤
운학동 돌방무덤은 대한민국 경기도 용인시 처인구 운학동에 있다. 1997년 12월 10일 용인시의 향토문화재 제43호로 지정되었다.